# Pontalinda (ort)
Pontalinda är en ort i Brasilien.   Den ligger i kommunen Pontalinda och delstaten São Paulo, i den södra delen av landet, 600 km sydväst om huvudstaden Brasília. Pontalinda ligger 397 meter över havet och antalet invånare är 4 074.
Terrängen runt Pontalinda är platt, och sluttar söderut. Närmaste större samhälle är Jales, 19,2 km norr om Pontalinda. 
Omgivningarna runt Pontalinda är en mosaik av jordbruksmark och naturlig växtlighet. Runt Pontalinda är det glesbefolkat, med 18 invånare per kvadratkilometer.